# 탄쳉록

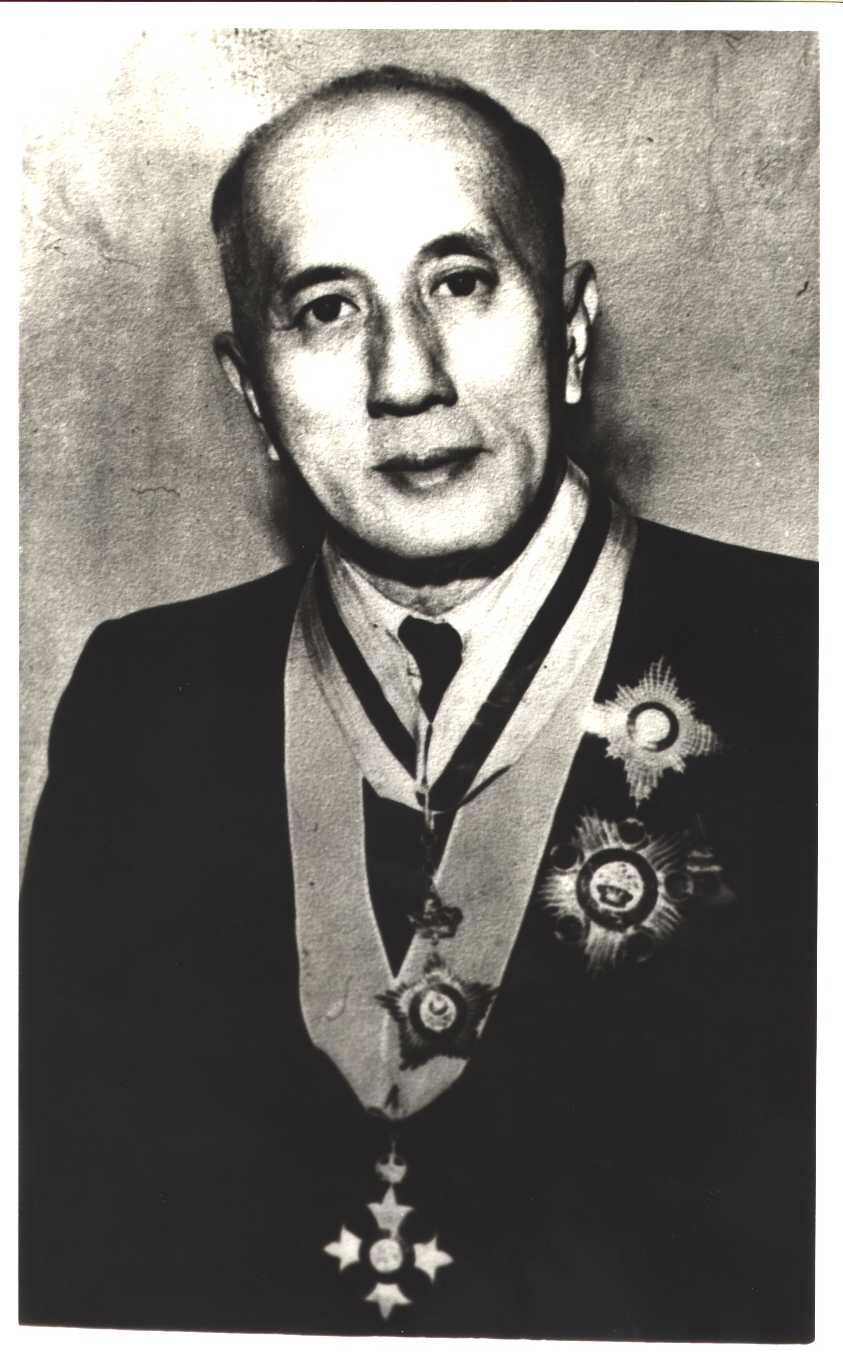
탄쳉록

탄쳉록(말레이어: Tan Cheng Lock, 중국어 정체자: 陳禎祿, 간체자: 陈祯禄, 병음: Chén Zhēnlù 천전루[*], 한자음: 진정록, 1883년 4월 5일 ~ 1960년 12월 13일)은 말레이시아의 화교 사업가 출신 정치가로, 말레이시아화교협회(MCA)의 창설자이다.